# Nein (Sound Horizonのアルバム)
『Nein』（ナイン）はSound Horizonによるメジャー6作目のアルバム。2015年4月22日にポニーキャニオンから発売された。

## 概要
9th Story CDと銘打たれた今作は、Sound Horizonメジャーデビュー10周年記念作品第3弾として発売。アルバムとしては7th Story CD『Märchen』から約4年4ヶ月ぶりに発売された作品。ストーリーアルバムとしては8作目となるが、「8th Story CD」よりも先に「9th Story CD」として発売された。
CDは完全数量限定デラックス盤と初回限定盤と通常盤の3種類が発売され、完全数量限定デラックス盤にはOmake Maxi『マーベラス小宇宙（仮）』と題されたCD、「檻の中の箱庭」のMVとメジャーデビュー10周年ファンクラブ祝賀祭のライブ映像を収録したBlu-ray、特製グッズ「《遮光眼鏡型情報端末》模造品」を同梱、初回限定盤には、「檻の中の箱庭」のMVを収録したDVDが付属。その他、全3種でジャケットやブックレットのデザイン、一部音源にも違いがある。
月刊少年エース2016年1月号にてコミカライズが連載開始され、コミックスが全3巻発売された。

## 収録曲

### CD

#### Story CD
1. 檻の中の箱庭 [5:13]
2. 名もなき女の詩 [8:42]
3. 食物が連なる世界 [10:28]
4. 言えなかった言の葉 [9:05]
5. 憎しみを花束に代えて [9:55]
6. 西洋骨董屋根裏堂 [6:16]
7. 涙では消せない焔 [8:37]
8. 愛という名の咎 [8:04]
9. 忘れな月夜 [8:45]
10. 輪∞廻 [0:21]
11. 最果てのL [4:08]

#### Omake Maxi『マーベラス小宇宙（仮）』
※予約限定デラックス盤のみに付属
1. 即ち…光をも逃がさぬ暗黒の超重力 [ Symphonic Band Style : Short ver. ]
2. 即ち…星間超トンネル [ Rock Band Style : Long ver. ]
3. 即ち…小惑星を喰らう超紅炎 [ Metal Band Style : Medium ver. ]

### DVD
※初回限定盤のみに付属
- 『檻の中の箱庭』 Music Video

### Blu-ray
※予約限定デラックス盤のみに付属
- 『檻の中の箱庭』 Music Video
- メジャーデビュー10周年ファンクラブ祝賀祭・ライブ映像厳選曲（4曲）
  - よだかの星
  - 澪音の世界
  - 朝までハロウィン
  - Mother
  - (栄光の移動王国 -The Glory Kingdom-)

## 制作・参加メンバー
ミュージシャンを除いて参加トラックの明記はされていない。
全作詞・作曲・編曲
- Revo

ボーカル・ボイス
- R.E.V.O.
- 市川裕之
- 井上花菜
- Eλευσευς
- 上出匡高
- 花れん
- 栗林みな実
- 駒形友梨
- 沢城みゆき
- Jimang
- Joelle
- Shin
- 南里侑香
- Noël from VANISHING STARLIGHT
- 深見梨加
- Fuki
- 藤田咲
- 結良まり
- RIKKI

ボイス・ナレーション
- 大川透
- 梶裕貴
- 飛田展男
- 中村悠一
- 若本規夫
- Sascha
- Ike Nelson

ミュージシャン
- YUKI（#2, #3, #5, #6, #9, #11）
- 西山毅（#7）
- Leda（#8）
- 斉藤"Jake"慎吾（#4）
- 長谷川淳（#2〜#9）
- IKUO（#11）
- 五十嵐宏治（#2, #3, #5, #6, #8, #9）
- 河合英史（#4, #7）
- AKITO（#11）
- JUN-JI（#2, #3, #5, #6, #8, #9, #11）
- Ken☆Ken（#4, #7）
- 弦一徹ストリングス
- 鈴木正則ブラスセクション
- 高桑英世木管アンサンブル
- VocesTokyo（合唱指揮：木場義則）

ジャケットイラスト
- yokoyan

## DVD・Blu-ray
2015年に開催されたコンセプトコンサートを収録したDVD・Blu-rayがリリースされている。
詳細は『Nein 〜西洋骨董屋根裏堂へようこそ〜』の項目に記述。

## 関連書籍
コミカライズ
全てSound Horizonを原作とし、物語ごとに描き手が変わるオムニバス作品となっている。紙書籍は限定版しか発売されておらず、それを再構築して電子版が発売されている。全3巻。
- Nein 〜9th Story〜(1) 限定版（2016年12月24日発売、ISBN 978-4041050514）
有坂あこ・渡太一（ゼロワン）・古海鐘一・神江ちず（漫画）、角川コミックス・エース刊
- Nein 〜9th Story〜(2) 限定版（2017年6月24日発売、ISBN 978-4041053614）
Jay.・有坂あこ・加藤よし江（漫画）、角川コミックス・エース刊
- Nein 〜9th Story〜(3) 限定版（2017年7月25日発売、ISBN 978-4041054635）
木乃ひのき（協力：藤森ゆゆ缶）・雪村ゆに・有坂あこ（漫画）、角川コミックス・エース刊